# Torsten R. Åström
Torsten Rima Åström, född 22 december 1905 i Stockholm, död 5 april 1978 i Västerleds församling i Stockholm, var en svensk väg- och vattenbyggnadsingenjör.

## Biografi
Åström avlade reservofficersexamen 1926 och utexaminerades från Kungliga Tekniska högskolan (KTH) 1929. Han var ingenjör vid Stockholms hamnstyrelse 1929–1935, byråingenjör vid Stockholms stads fastighetskontor 1935–1937, teknisk direktörsassistent vid AB Stockholms Spårvägar 1938–1940, verkställande direktör där 1940–1947, professor i kommunikationsteknik vid KTH 1947–1954, vice verkställande direktör för Stockholms-Tidningen och Aftonbladet 1955–1956, konsult i Ingenjörsfirman Orrje & Co AB från 1957 (styrelseordförande 1957–1966) och Scandiaconsult International AB (styrelseordförande 1968–71) samt styrelseordförande i Fastighets AB Kapellgränd från 1973 (vice ordförande 1959–1972).
Åström blev löjtnant vid Väg- och vattenbyggnadskåren (VVK) 1932, kapten 1938, major 1949, överstelöjtnant 1955, var överste och chef för VVK samt Byggnads- och reparationsberedskapen 1963–1971. Han var ordförande i Tekniska Högskolans Studentkår 1928, i Svenska Lokaltrafikföreningen 1945–4197, i Svenska väg- och vattenbyggares riksförbund 1948–1950, i SACO 1950–1954 (hedersledamot 1955), i Svenska arméns och flygvapnets reservofficersförbund 1955–1965 (hedersledamot 1965), i skytteförbundens överstyrelses verkställande utskott 1956–1971 (hedersledamot 1974), i Frivilligorganisationernas samarbetskommitté 1957–1958 och 1967–1968 och i Föreningen för inre vattenvägar 1958–1971 (hedersledamot 1972). Han var styrelseledamot i Ingenjörsvetenskapsakademiens transportforskningskommitté 1949–1974, i Svenska Teknologföreningen 1949–1952 och 1954 (sekreterare för avdelning V 1934–1936, ordförande 1954), i Kungliga Automobilklubben 1950–1974, i Statens Väginstitut 1947–1971 (vice ordförande 1959–1971), i Stockholms tekniska institut 1951–1972, i 1944 års pionjärutredning 1944–1945 och i 1948 års örlogsbasutredning 1948–1951. Han var delegat i Internationella sjöfartsföreningen från 1961. Han blev ledamot av Ingenjörsvetenskapsakademien 1954 och av Krigsvetenskapsakademien 1968. Åström är begravd på Norra begravningsplatsen utanför Stockholm.

## Utmärkelser
- Kommendör av första klassen av Vasaorden, 3 december 1974.[1]